# Мушки излет
Мушки излет је југословенски филм из 1964. године. Режирао га је Волфганг Штауте, а сценарио су писали Арсен Диклић и Вернер Јерг Лидеке.

## Радња
Приликом повратка са Јадрана, група припитих немачких туриста залута у једно црногорско село, где наилази на непријатељски дочек удовица које у њима виде убице својих мужева. Једино од бола полудела Власта, којој је за време рата убијен једини син, пријатељски дочекује Немце, у нади да ће јој вратити сина. Немци се у оштром међусобном сукобу разобличују. Међу њима има и оних који су заиста вршили одмазде. Један Немац симболишући младе генерације, осуђује прошлост, пун вере у лепшу и хуманију будућност.

## Улоге
| Глумац             | Улога                                |
| ------------------ | ------------------------------------ |
| Ханс Нилсен        | пензионисани мајор Фридрих Хаклендер |
| Гец Георге         | Херберт Хаклендер                    |
| Герлах Фидлер      | Отмар Венгел                         |
| Фридрих Маурер     | наставник Карл Замут                 |
| Рајнхолд Бернт     | Вили Вирт                            |
| Рудол Плате        | Вернер Дрексел                       |
| Херберт Тиде       | инспектор Ернст Соботка              |
| Герхард Хартих     | Курт Зиберт                          |
| Мира Ступица       | Мирослава                            |
| Оливера Марковић   | Лиа                                  |
| Милена Дравић      | Сеја                                 |
| Љубица Јанићијевић | Нада                                 |
| Невенка Бенковић   |                                      |
| Павле Вуисић       | Никола Келнер                        |
| Петар Матић        |                                      |